# R240 (Russland)
Die R240 (ehemals R314) ist eine Fernstraße in Russland.
Die Straße beginnt in der Stadt Djurtjuli und führt in südöstlicher Richtung über Ufa und Sterlitamak nach Orenburg. Sie ist ein Teil der Europastraße E017. Die R240 ist zwischen Djurtjuli und Sterlitamak als autobahnähnliche Straße ausgebaut.
Mit der Verfügung vom 1. November 2023 wurde die R240 von Ufa nach Djurtjuli verlängert. Grund für die Verlängerung ist, dass die M7 zwischen Kasan und Ufa aus dem föderalen Fernstraßennetz gestrichen wurde und die M7 zwischen Kasan und Jelabuga in die M12 übergegangen ist.